# Galium extensum
Galium extensum ist eine Pflanzenart aus der Familie der Rötegewächse (Rubiaceae).

## Merkmale
Galium extensum ist ein ausdauernder Schaft-Hemikryptophyt, der Wuchshöhen von 30 bis 80 Zentimeter erreicht. Der Stängel ist oft hin- und hergebogen. Die Blätter messen 10 bis 15 (18) × 1,5 bis 2 (3) Millimeter. Sie sind meist schmal verkehrtlanzettlich und mehr oder weniger dicklich, ohne aber fleischig zu sein. Die Mittelrippe ist schmal. Der Blütenstand wirkt unterbrochen. Die Krone ist weiß und rötlich und hat einen Durchmesser von (2) 3 bis 4 (5) Millimeter. Die Kronzipfel stehen ab und haben eine 0,4 bis 0,6 Millimeter lang Spitze.
Die Blütezeit reicht von April bis Juni.
Die Chromosomenzahl beträgt 2n = 22.

## Vorkommen
Galium extensum ist auf Kreta endemisch. Die Art wächst an Bachufern, auf Felswänden und auf Ruderalstellen in Höhenlagen von 100 bis 1400 Meter.